# Julius Wadsworth
Julius Wadsworth (ur. 11 maja 1902 w Nowym Jorku, zm. 4 kwietnia 1999 w Silver Spring, Maryland k. Waszyngtonu) – urzędnik konsularny, funkcjonariusz wywiadu wojskowego (ppłk) i rzeźbiarz amerykański.

## Życiorys
Syn Clarence'a Seymoura i Katherine Fearing. Absolwent Harvard University (1925). Pełnił cały szereg funkcji konsularno-dyplomatycznych, m.in. wicekonsula w Caracas (1928), La Guaira (1929), Panamie (1930), Bogocie (1930–1931), charge d'affaires w Oslo (1932), wicekonsula w Szanghaju (1934–1937), konsula w Gdańsku (1938). W okresie II wojny światowej pełnił służbę w Pentagonie, w Wydziale Wywiadu Wojskowego Sztabu Generalnego Departamentu Wojny (War Department General Staff, Military Intelligence Division). Odszedł na emeryturę w stopniu ppłk.
Władał też jęz. francuskim, hiszpańskim, łacińskim, niemieckim i norweskim. Realizował się w rzeźbiarstwie. W 1939 zakupił posiadłość Denis Bay na wyspie Saint John w archipelagu Wysp Dziewiczych Stanów Zjednoczonych. Przed śmiercią mieszkał w Waszyngtonie.